# Michaela Stejskalová
Michaela Stejskalová z domu Zrůstová (ur. 4 kwietnia 1987 w Taborze) – czeska koszykarka grająca na pozycji skrzydłowej. 
10 stycznia została zawodniczką Enei AZS Poznań.
Jest siostrą Renáty Zrůstovej, także koszykarki, byłej młodzieżowej reprezentantki Czech.

## Osiągnięcia
Stan na 12 stycznia 2018, na podstawie, o ile nie zaznaczono inaczej.
Drużynowe
- Mistrzyni Czech (2005–2008, 2012–2014)
- Wicemistrzyni Euroligi (2005)
- Zdobywczyni Pucharu Czech (2005–2008, 2012–2014)

Reprezentacja
- Uczestniczka:
  - igrzysk olimpijskich (2012 – 5. miejsce)
  - mistrzostw:
    - świata (2014 – 9. miejsce)
    - mistrzostw Europy:
      - 2011 – 4. miejsce, 2013 – 6. miejsce, 2015 – 11. miejsce, 2017 – 13. miejsce
      - U–20 (2006 – 10. miejsce, 2007 – 14. miejsce)
      - U–18 (2005 – 4. miejsce)
      - U–16 (2003 – 7. miejsce)